# Assedio di Costantinopoli (717)
Il secondo assedio di Costantinopoli fu un'azione bellica compiuto dalle forze terrestri e navali del Califfato omayyade contro Costantinopoli tra il 717 e il 718, la capitale dell'impero romano d'Oriente. La fanteria araba, comandata da Maslama b. ʿAbd al-Malik, fu sconfitta sulle Mura di Costantinopoli e dagli attacchi dei bulgari, mentre la flotta fu sconfitta dal fuoco greco, subendo ulteriori perdite in un naufragio che coinvolse i sopravvissuti nella rotta verso casa. È stata spesso paragonata alla più famosa battaglia di Poitiers per la sua importanza storica: infatti il salvataggio di Costantinopoli bloccò per i successivi sette secoli l'espansione musulmana nel sudest del continente europeo.

## Contesto storico
In seguito al primo assedio arabo di Costantinopoli (674-678), gli arabi e i bizantini poterono godere di un periodo di pace. Dopo il 680, il califfato omayyade fu sconvolto dalla seconda guerra civile musulmana e i Bizantini ne approfittarono per espandere la loro influenza in Oriente e costringere il califfato omayyade con sede a Damasco a pagare un tributo a Bisanzio. Nel 692, quando la guerra civile musulmana terminò con la vittoria del regime omayyade, l'imperatore Giustiniano II (685-695 e 705-711) riaprì le ostilità: il risultato, tuttavia, fu una serie di vittorie arabe che condussero alla perdita del controllo sull'Armenia e sui principati caucasici, come pure a nuove incursioni islamiche in territorio bizantino. Ogni anno, i generali del Califfato, in genere membri della dinastia omayyade, sferrarono incursioni in territorio bizantino, espugnando fortezze e città. Dopo il 712, il sistema difensivo bizantino cominciò a mostrare segni di collasso: le incursioni arabe cominciarono a spingersi sempre più in profondità nell'Asia minore, le fortezze di confine vennero continuamente assaltate e saccheggiate, mentre la reazione bizantina si fece sempre più flebile. In questi successi, gli arabi vennero aiutati da un prolungato periodo di instabilità interna che colpì lo stato bizantino in seguito alla prima detronizzazione di Giustiniano II nel 695: in un periodo di poco più di vent'anni, sette imperatori si succedettero sul trono, tutti assumendo il potere con la violenza. Nonostante ciò, secondo il parere dell'esperto di storia bizantina Warren Treadgold, "gli attacchi arabi si sarebbero in ogni caso intensificati dopo la fine della loro guerra civile. [...] Con molti più uomini, terre e ricchezze di Bisanzio, gli arabi avevano cominciato a concentrare tutta la loro forza contro esso. Ora minacciavano di portare interamente all'estinzione l'Impero catturando la sua capitale."

## Fonti
Le informazioni disponibili sull'assedio provengono da fonti di epoca posteriore, le quali non di rado sono in contrasto tra loro. La principale fonte bizantina è costituita dal racconto dettagliato presente nella Cronaca di Teofane Confessore (760–817) a cui si aggiunge il breve resoconto nel Breviarium del Patriarca Niceforo I di Costantinopoli (morto nell'828), che presenta discordanze minori, principalmente cronologiche, con la versione di Teofane. Per gli eventi dell'assedio, entrambi gli autori avrebbero usato una fonte primaria redatta sotto il regno di Leone III Isaurico (r. 717-741) e quindi elogiativa nei confronti del primo imperatore iconoclasta, mentre Teofane si basò apparentemente su una ignota biografia di Leone (ignota a Niceforo) per quanto riguarda gli eventi del 716. Il cronista dell'VIII secolo Teofilo di Edessa narra con un certo dettaglio gli anni antecedenti e lo stesso assedio, soffermandosi particolarmente sui contatti diplomatici tra Maslama e Leone III. Le fonti arabe, segnatamente il Kitab al-'Uyun, redatto nell'XI secolo, e la più concisa narrazione nella Storia dei profeti e re di al-Tabari (838–923),  si basano su resoconti primari di storici arabi del IX secolo, ma presentano una maggiore confusione e contengono diversi elementi leggendari. I resoconti in lingua siriaca sono basati su Agapio di Gerapoli (morto nel 942), che probabilmente usò la stessa fonte primaria di Teofane, ma sono di gran lunga più concisi.

## Fasi iniziali della campagna

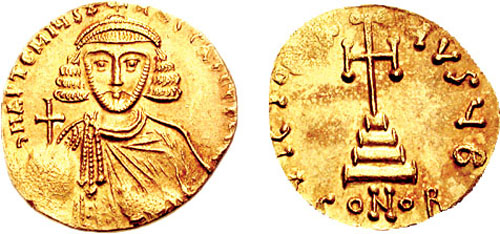
Solidus in oro di Anastasio II (713-715), che preparò Costantinopoli per il futuro assalto arabo

I successi arabi aprirono la via per un secondo assalto a Costantinopoli, i cui preparativi cominciarono sotto il califfo al-Walīd (705-715). Spentosi al-Walīd, il fratello e successore Sulaymān (715-717) riprese il progetto con molta risolutezza, a causa di una profezia secondo la quale Costantinopoli sarebbe stata espugnata da un Califfo portante il nome di un profeta: Sulaymān (Salomone) era l'unico membro della famiglia omayyade a portare tale nome. Secondo fonti siriache, il nuovo Califfo giurò persino "di non smettere di combattere contro Costantinopoli fino a quando non abbia stremato la nazione degli Arabi o abbia preso la città". Le forze omayyadi cominciarono a radunarsi sulla pianura di Dabiq a nord di Aleppo, sotto la diretta supervisione del Califfo; poiché Sulayman era troppo malato per condurre lui stesso la campagna militare, affidò il comando della spedizione a suo fratello Maslama ibn Abd al-Malik. L'operazione contro Costantinopoli giunse nel periodo in cui il califfato omayyade si stava espandendo contemporaneamente sia in Occidente che in Oriente, con l'avanzata delle armate musulmane in Transoxiana, India e Spagna.
I preparativi arabi, tra cui vi era la costruzione di una grande flotta, non passarono inosservati ai preoccupati bizantini. L'imperatore Anastasio II (713-715) inviò un'ambasceria a Damasco condotta dal patrizio e prefetto urbano Daniele di Sinope; ufficialmente per implorare la pace, ma in realtà per spiare gli arabi. Anastasio, a sua volta, iniziò a preparare la città a sostenere l'inevitabile e futuro assedio: le mura di Costantinopoli vennero riparate e munite di artiglieria (catapulte e altre macchine d'assedio), furono fatte giungere nella città scorte di viveri e gli abitanti che non potevano accumulare abbastanza cibo da resistere più di tre anni all'assedio evacuarono la città. Anastasio rinforzò inoltre la propria flotta e, all'inizio del 715, la inviò contro quella araba che si trovava lungo le coste della Licia a Finike per raccogliere legname per le loro navi. A Rodi, tuttavia, la flotta bizantina, incoraggiata dai soldati del thema Opsiciano, si rivoltò, uccise il loro comandante Giovanni Diacono e si diresse verso nord in direzione di Adramyttium; qui elessero come imperatore Teodosio III, un ex esattore fiscale che sembra abbia accettato con riluttanza la carica. Anastasio si diresse in Bitinia nel thema Opsiciano per scontrarsi con i ribelli, ma la flotta ribelle navigò fino a Chrysopolis e da lì lanciò diversi assalti contro Costantinopoli, fino a quando, nella tarda estate, alcuni simpatizzanti dentro la capitale aprirono le porte della città ai ribelli. Anastasio si rinserrò dentro Nicea per diversi mesi, fin quando non decise di abdicare e farsi monaco. L'ascesa di Teodosio imposta dal thema degli opsiciani provocò la reazione degli altri themi, specialmente gli anatolici e gli armeniaci, comandati dai loro rispettivi strategoi (generali) Leone l'Isauro e Artavasde.

Mappa dell'Asia Minore e della Tracia bizantina (circa 740)

Con Bisanzio sull'orlo della guerra civile, gli arabi cominciarono la loro avanzata preparata con cura. Nel settembre 715, l'avanguardia sotto il generale Sulaymān ibn Muʿādh marciò attraversando la Cilicia in Asia Minore, espugnando lungo la via la strategica fortezza di Loulon e svernando ad Afik, un'ubicazione non identificata presso l'uscita occidentale delle Porte Cilicie. All'inizio del 716 l'esercito di Sulaymān continuò la sua avanzata in Asia minore centrale; salpò anche la flotta omayyade comandata da ʿUmar b. Hubayra, che navigò lungo le coste della Cilicia, mentre Maslama b. ʿAbd al-Malik attendeva gli sviluppi con l'armata principale in Siria. Gli arabi facevano affidamento sulla disunione tra i Bizantini, sperando di riuscire ad approfittarne: Maslama aveva già stabilito un contatto con Leone l'Isaurico. Non sono chiare quali promesse Leone possa aver fatto a Maslama: lo studioso francese Rodolphe Guilland ha teorizzato che avesse offerto di diventare vassallo del Califfato, anche se il generale bizantino intendeva usare gli Arabi per i suoi propri scopi; in cambio, Maslama avrebbe sostenuto la rivolta di Leone sperando di spargere ulteriore anarchia nell'Impero e indebolirlo, rendendo così la presa di Costantinopoli più agevole.
Come suo primo obiettivo, Sulaymān scelse la fortezza strategicamente importante di Amorio, che gli arabi intendevano utilizzare come base l'inverno successivo. Amorio era stata lasciata senza difese per via delle guerre civili e sarebbe agevolmente caduta in mano alle truppe di Sulaymān, ma gli arabi scelsero di utilizzare l'opportunità per rinforzare la posizione di Leone (e dividere ancora di più i bizantini) e offrirono alla città le condizioni di resa se in cambio essi avessero accettato Leone come imperatore; poco tempo dopo, Leone stesso arrivò nelle vicinanze con alcuni soldati e, dopo una serie di negoziazioni, riuscì ad insediare una guarnigione di 800 soldati nella città. L'esercito arabo, ostacolato nel suo obiettivo e con le scorte in via di esaurimento, si ritirò; Leone nel frattempo, con il sostegno di Artavasde, fu incoronato imperatore in estate e si decise a combattere gli invasori.

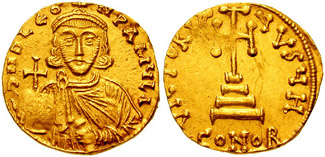
Solidus in oro di Leone III

I successi di Leone furono un colpo di fortuna per Bisanzio, poiché Maslama con il principale esercito arabo aveva nel frattempo attraversato i Monti Tauri e si stava dirigendo verso Amorio; inoltre, non conoscendo il voltafaccia di Leone, non devastò i territori dei temi Armeniaci e Anatolici, perché li credeva ancora suoi alleati. Dopo essersi incontrato con l'esercito in ritirata di Sulayman e aver appreso gli ultimi sviluppi, Maslama cambiò direzione: attaccò Akroinon e da lì marciò verso le coste occidentali per svernarvi; lungo la via, saccheggiò Sardis e Pergamo, mentre la flotta araba svernò in Cilicia. Leone, nel frattempo, cominciò la sua marcia verso Costantinopoli: espugnò Nicomedia, dove trovò e catturò, tra gli altri ufficiali, il figlio di Teodosio, e poi marciò verso Chrysopolis. Nella primavera 717, dopo brevi negoziazioni, costrinse Teodosio ad abdicare e a riconoscerlo come imperatore, entrando nella capitale il 25 marzo; Teodosio e i suoi figli ottennero il permesso di ritirarsi in un monastero come monaci, mentre Artavasde fu premiato per il sostegno venendo promosso a kouropalates e ricevendo la mano della figlia di Leone, Anna.

## Forze in campo
La cronaca siriaca del tardo VIII secolo, la Cronaca di Zuqnin, riporta che gli arabi erano "innumerevoli", mentre il cronista siriaco del XII secolo Michele il Siro sostiene che gli arabi avessero a disposizione addirittura 200 000 uomini e 5 000 navi, una cifra certamente molto esagerata. Lo storico arabo del X secolo Masʿūdī menziona 120 000 truppe, mentre la cronaca bizantina del IX secolo di Teofane Confessore parla di 1 800 navi. Vennero portate dagli arabi provviste bastanti per diversi anni, più macchine di assedio e materiali incendiari (nafta). Coloro incaricati di trasportare le provviste si dice che ammontassero a 12 000 uomini, 6 000 cammelli e 6 000 asini, mentre secondo lo storico del XIII secolo Bar Hebraeus le truppe comprendevano 30 000 volontari (mutawwīn) per il jihād. Qualunque siano i veri numeri, gli assalitori erano in ogni modo di gran lunga più numerosi dei difensori; secondo Treadgold, l'esercito arabo che assediò la capitale doveva essere più numeroso dell'intero esercito bizantino. Non esistono descrizioni in dettaglio sulla composizione dell'esercito arabo, a parte il fatto che consisteva per lo più di Siriani e mesopotamici della Jazīra. L'élite dell'Ahl al-Shām ("Esercito siriano"), costituiva il principale pilastro del regime omayyade ed era composto da veterani delle guerre contro Bisanzio. Oltre a Maslama, anche ʿUmar b. Hubayra, Sulaymān b. Muʿādh, e Bakhtari b. al-Ḥasan sono menzionati come comandanti dell'esercito da Teofane e dallo storico del X secolo Agapio di Ierapoli, mentre l'anonimo dell'XI secolo autore del Kitab al-'Uyun sostituisce Bakhtari con Abd Allah al-Battal. Anche se l'assedio consumò molte delle risorse del Califfato, esso era ancora in grado di lanciare incursioni contro la frontiera bizantina nell'Asia Minore orientale durante l'assedio: nel 717, il figlio del califfo Sulayman, Dawud, espugnò una fortezza nei pressi di Melitene e nel 718 ʿAmr ibn Qays saccheggiò le zone di frontiera.
Per quanto riguarda i bizantini, la consistenza delle loro forze è ignota. A parte i preparativi di Anastasio II (che potrebbero essere stati trascurati in seguito alla sua deposizione), i bizantini potevano contare sul sostegno dei bulgari, con cui Leone aveva concluso un trattato nel 716 in base al quale potrebbe aver stabilito un'alleanza in funzione anti-araba.

## Assedio
All'inizio dell'estate, Maslama ordinò alla flotta di salpare e raggiungerlo e con l'esercito attraversò l'Ellesponto presso Abido sbarcando in Tracia. Gli arabi cominciarono quindi la loro marcia verso Costantinopoli devastando i dintorni, rifornendosi di provviste e saccheggiando le città che incontravano durante il tragitto. A metà luglio o metà agosto, l'armata araba raggiunse Costantinopoli e la isolò completamente per terra costruendo un doppio muro d'assedio di pietra, uno che si affacciava sulla città e uno sull'entroterra tracio, con il loro accampamento posizionato in mezzo ad essi. Secondo fonti arabe, a questo punto Leone offrì di pagare una moneta d'oro per ogni abitante della città se gli arabi avessero tolto l'assedio, ma Maslama rispose che non ci poteva essere pace con i vinti e che la futura guarnigione araba di Costantinopoli era già stata selezionata.

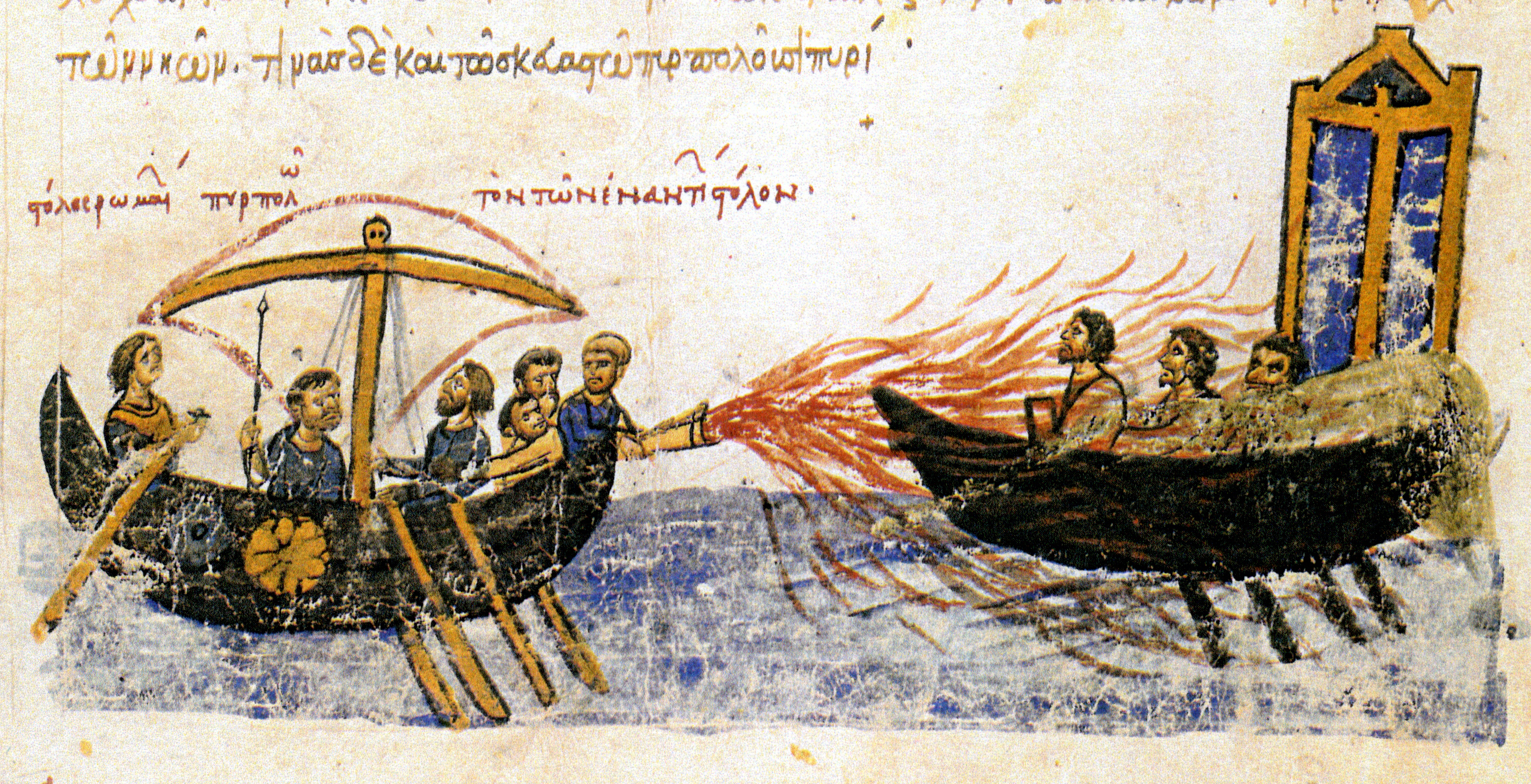
Il fuoco greco in azione, miniatura dallo Scilitze di Madrid

La flotta araba condotta da Sulayman (spesso confuso con il califfo stesso nelle fonti medievali) arrivò il 1º settembre, fissando l'ancora presso l'Hebdomon. Due giorni dopo, Sulayman portò la sua flotta nel Bosforo e i vari squadroni iniziarono a sostare nei sobborghi europei e asiatici della città: una parte salpò a sud di Calcedonia giungendo fino ai porti di Eutropio e Antemio per sorvegliare l'entrata meridionale del Bosforo, mentre il resto della flotta fu collocata nelle coste tra Galata e Kleidion, tagliando le comunicazioni della capitale bizantina con il mar Nero. Mentre la retroguardia della flotta araba, venti navi pesanti con 2 000 marinai, stava sfilando davanti alla città, il vento meridionale dapprima si fermò e poi cambiò direzione, mandandoli alla deriva verso le mura della città, dove uno squadrone bizantino li attaccò con successo con il fuoco greco; la vittoria incoraggiò i bizantini, demoralizzando gli arabi che, secondo Teofane, intendevano in origine cercare di scalare in quella stessa notte le mura marine della città. La stessa notte, Leone chiuse l'accesso al Corno d'Oro. La flotta araba divenne riluttante a scontrarsi con i bizantini e si ritirò nel porto sicuro di Sosthenion più a nord sulla costa europea del Bosforo.

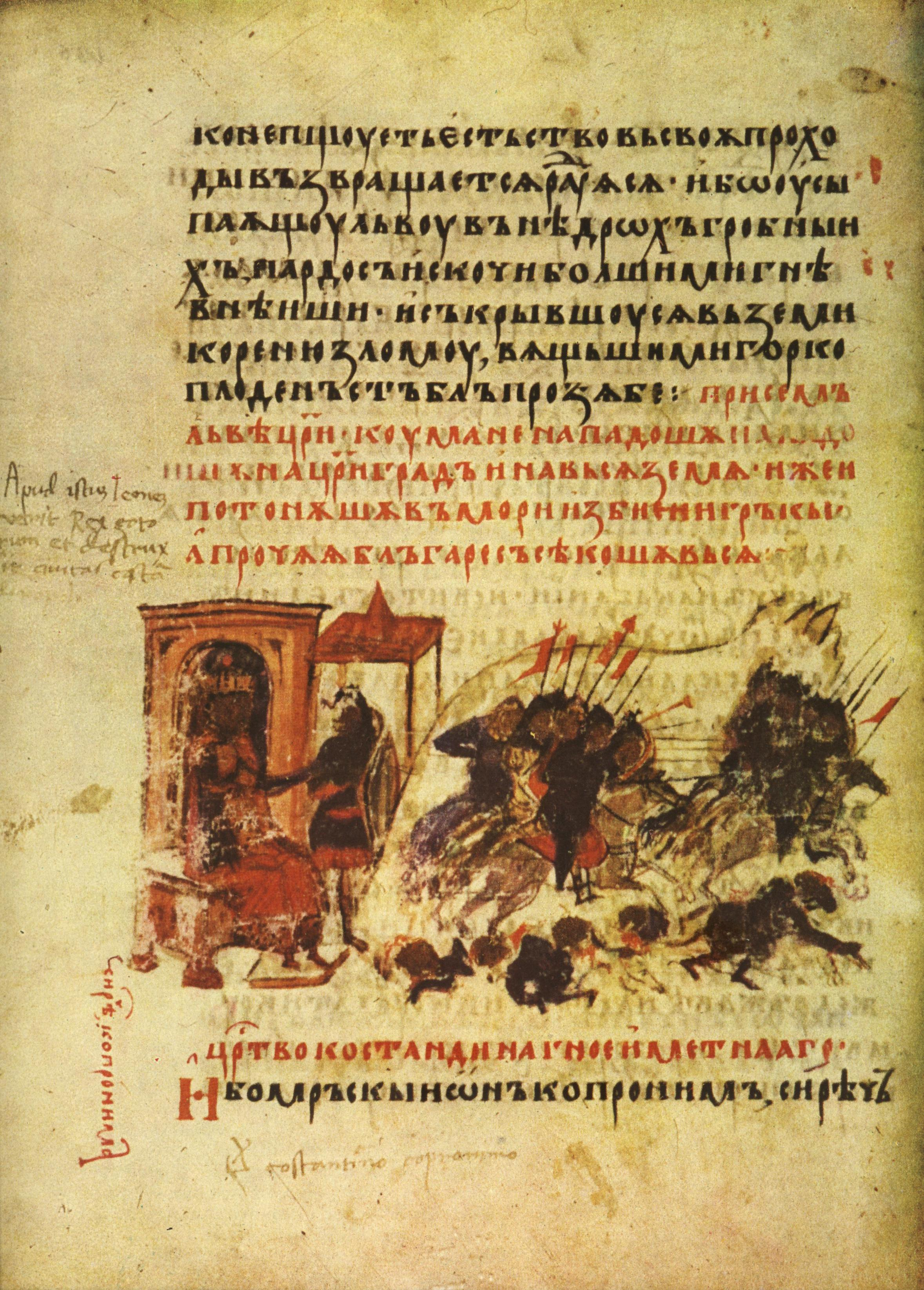
Il secondo assedio arabo di Costantinopoli, come dipinto nella traduzione bulgara del XIV secolo della Cronaca di Manasse

L'esercito arabo era ben rifornito di provviste, ammucchiate in alti cumuli nel suo accampamento, e aveva persino portato grano da seminare e raccogliere l'anno successivo. Il fallimento del blocco navale della città da parte della flotta araba, tuttavia, significava che anche i bizantini potevano contare sui rifornimenti; inoltre, l'esercito arabo aveva già devastato i dintorni della città in Tracia durante la marcia verso Costantinopoli, e non poteva più contare su queste terre per il foraggiamento. La flotta araba e il secondo esercito arabo, che operava nei sobborghi asiatici di Costantinopoli, erano in grado di rifornire l'esercito di Maslama di provviste limitate. Mentre l'inverno stava per arrivare, furono avviate delle negoziazioni tra i due schieramenti, narrate in dettaglio dalle fonti arabe, ma completamente ignorate dai cronisti bizantini; secondo le prime, Leone continuò a fingersi amico degli arabi: stando ad un resoconto, ingannò Maslama al fine di sottrargli la maggior parte dei suoi rifornimenti di grano, mentre un altro sostiene che il generale arabo fu persuaso a bruciarli, per mostrare agli abitanti della città che essi avrebbero affrontato un assalto imminente e dunque indurli alla resa. L'inverno del 718 fu estremamente freddo: la neve coprì il terreno per più di tre mesi e lo schieramento arabo fu colpito da una carestia che costrinse i soldati a mangiare i loro cavalli, i cammelli e altro, oltre alla corteccia, alle foglie e alle radici degli alberi; addirittura sarebbero stati costretti al cannibalismo e a nutrirsi dei propri escrementi. L'esercito arabo fu devastato anche da un'epidemia che, per lo storico dei Longobardi Paolo Diacono, falcidiò addirittura 300 000 suoi membri.
La situazione sembrò migliorare in primavera quando il nuovo califfo, 'Umar II (717-720), inviò due flotte in sostegno agli assedianti: 400 navi provenienti dall'Egitto sotto un comandante di nome Sufyan e 360 navi dall'Africa sotto il comando di Yazid, tutte ben rifornite di provviste e armi; al contempo, un esercito di rinforzo fu inviato, attraversando l'Asia minore, in sostegno degli assedianti. Quando le nuove flotte arrivarono nel mar di Marmara, esse si tennero a distanza dai Bizantini e dal loro fuoco greco e fissarono l'ancora sulla costa asiatica, gli Egiziani nel golfo di Nicomedia presso la moderna Tuzla e gli africani a sud di Calcedonia (a Satyros, Bryas e Kartalimen). La maggior parte dell'equipaggio delle navi arabe, tuttavia, era composto da cristiani egiziani, per cui, all'arrivo della flotta, disertarono in favore dei Bizantini; informato dagli egiziani dell'arrivo e della disposizione dei rinforzi arabi, Leone lanciò la sua flotta in un attacco contro le nuove flotte arabe: indebolite dalla defezione dei loro equipaggi e senza speranza contro il fuoco greco, le navi arabe vennero o distrutte o catturate insieme alle armi e ai rifornimenti che trasportavano. Costantinopoli era ora al sicuro da un attacco dal mare. I Bizantini, nel frattempo, ottennero un successo anche sulla terraferma: le loro truppe riuscirono a tendere un'imboscata ad un'armata araba condotta da un certo Mardasan e la annientarono sulle colline nei pressi di Sophon, a sud di Nicomedia.
Costantinopoli poteva ora essere facilmente rifornita per mare e i pescatori della città ripresero le proprie attività, dato che la flotta araba non avrebbe mai più fissato le proprie ancore nei suoi pressi. Mentre soffrivano ancora per la fame e la pestilenza, gli arabi subirono una sconfitta in una grande battaglia contro i bulgari, che massacrarono, secondo Teofane, 22 000 uomini; non è ben chiaro, tuttavia, se i bulgari attaccarono l'accampamento arabo per via del loro trattato con Leone o perché gli arabi si inoltrarono in territorio bulgaro in cerca di provviste, come narrato nella siriaca Cronaca dell'846. Michele Siriaco menziona che i bulgari parteciparono all'assedio fin dall'inizio, con attacchi contro gli arabi mentre attraversavano la Tracia, ma questa testimonianza non è confermata da altre fonti.
L'operazione araba era chiaramente fallita, e al califfo Umar non restò che ordinare a Maslama di togliere l'assedio: dopo tredici mesi, il 15 agosto 718 gli arabi si ritirarono. La data coincideva con la festa dell'Assunzione di Maria (la Theotókos), e fu a lei che i bizantini attribuirono i meriti della loro vittoria. Gli arabi non furono attaccati durante la ritirata, ma parte della loro flotta andò distrutta in una tempesta sul mar di Marmara mentre altre navi vennero incendiate dall'eruzione del vulcano di Santorini, con alcuni dei superstiti catturati dai bizantini; Teofane sostiene che solo cinque navi fecero ritorno in Siria. Le fonti arabe sostengono che 150 000 musulmani perirono durante la campagna, cifra che, pur essendo chiaramente esagerata, rende l'idea delle enormi perdite subite dagli arabi nel corso della battaglia.

## Conseguenze
A breve termine, il fallimento della spedizione indebolì lo Stato omayyade. Bernard Lewis osserva che "il suo fallimento costituì un momento grave per la potenza Umayyade. Il costo finanziario [...] della spedizione determinò un aggravamento dell'oppressione fiscale e finanziaria che aveva già suscitato pericolose opposizioni. La distruzione della flotta e dell'esercito di Siria presso le mura marittime di Costantinopoli privò il regime delle basi materiali principali della sua potenza". Il fallimento dell'assedio arabo fu un grave colpo per il potente esercito del Califfato; la flotta musulmana fu annientata e, anche se l'esercito terrestre soffrì perdite minori rispetto a quelle della flotta, si narra che ʿUmar contemplò di rinunciare alle recenti conquiste di Spagna e Transoxiana, oltre ad ipotizzare una completa evacuazione della Cilicia e degli altri territori bizantini occupati dagli Arabi negli anni precedenti. Anche se i suoi consiglieri gli sconsigliarono di intraprendere azioni così drastiche, la maggior parte delle guarnigioni arabe lasciarono le fortificazioni di frontiera bizantine: in Cilicia, solo Mopsuestia rimase in mani arabe come baluardo difensivo a protezione di Antiochia. I Bizantini tentarono di approfittarne prendendo l'iniziativa e sferrando attacchi contro gli Arabi, recuperando temporaneamente alcuni territori nell'Armenia occidentale. Nel 719 la flotta bizantina saccheggiò la costa della Siria e diede alle fiamme il porto di Laodicea e, nel biennio 720-721, i bizantini attaccarono e saccheggiarono Tinnis in Egitto. Leone recuperò inoltre il controllo della Sicilia, dove le notizie dell'assedio arabo di Costantinopoli e la convinzione nella caduta della città aveva spinto il governatore locale a nominare un imperatore, Basilio Onomagoulos; nello stesso periodo, tuttavia, Bisanzio perse ogni controllo effettivo sulla Sardegna e sulla Corsica.
A parte ciò, i bizantini non riuscirono a sfruttare i loro successi negli attacchi contro gli arabi; nel 720, dopo una pausa di due anni, le incursioni arabe contro Bisanzio ripresero, anche se non più per conquista ma principalmente per fare bottino. Gli attacchi arabi si sarebbero di nuovo intensificati per i successivi due decenni, fino alla vittoria bizantina nella battaglia di Akroinon nel 740; dopo altre sconfitte militari e un'instabilità interna che culminò nella rivoluzione abbaside, l'età dell'espansione islamica giunse ormai alla fine.

## Valutazione storica e impatto

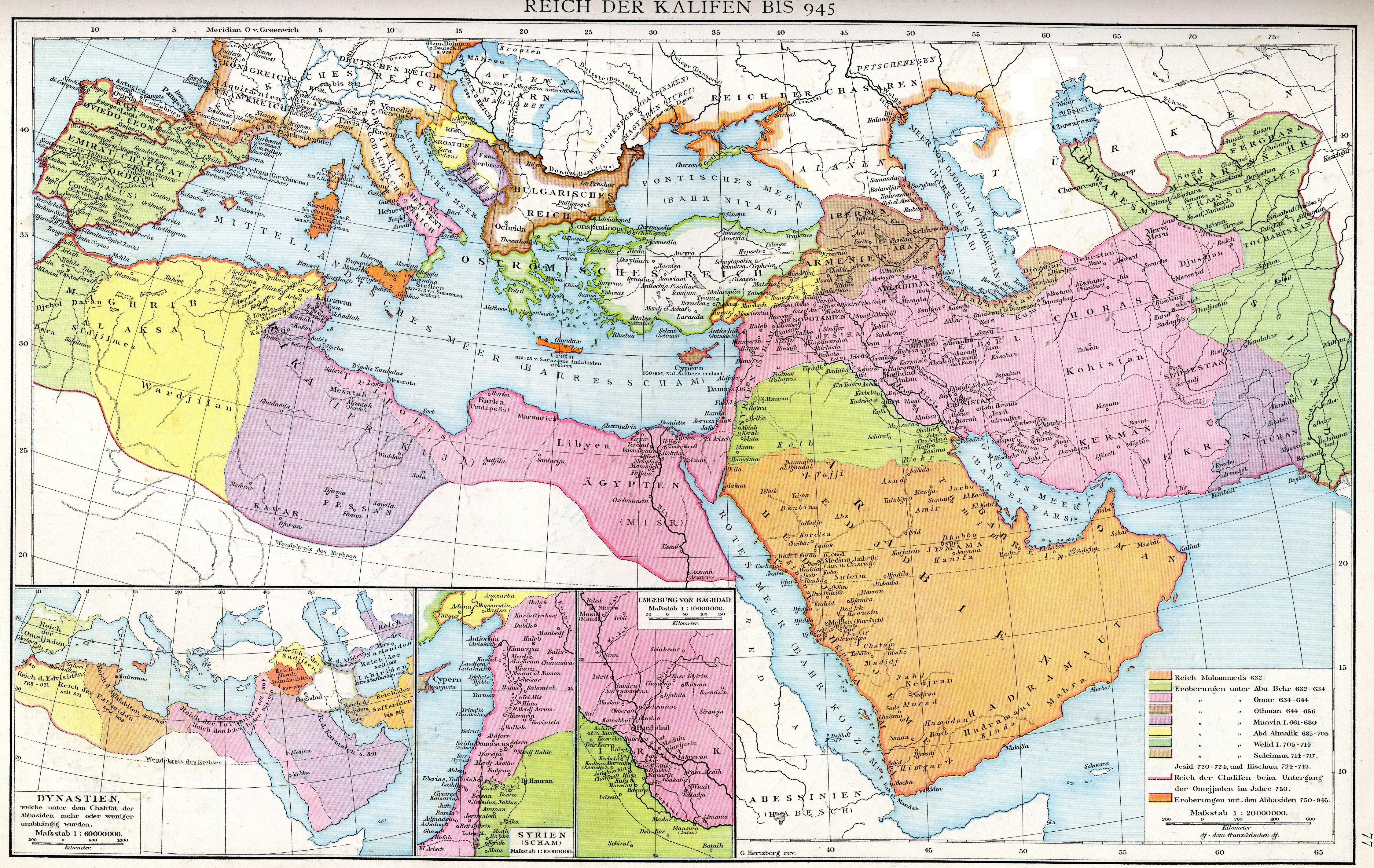
Mappa dell'espansione islamica e del mondo musulmano sotto i califfati Omayyade e Abbaside (VII-X secolo)

Il secondo assedio arabo di Costantinopoli fu di gran lunga più pericoloso per Bisanzio del primo, in quanto era un attacco diretto e ben preparato alla capitale bizantina: nel 717-718, gli arabi provarono a tagliare fuori da ogni contatto la città, invece di limitarsi a un semplice blocco come nel 674-678. Si trattava di un serio tentativo del califfato di tagliare la testa dell'Impero bizantino: infatti, una volta caduta la capitale, le province rimanenti sarebbero state facili da conquistare. Il fallimento arabo fu dovuto principalmente a problemi logistici, in quanto le armate stavano operando troppo lontano dalle loro basi in Siria; la superiorità della flotta bizantina e del fuoco greco, la robustezza delle fortificazioni di Costantinopoli e l'abilità diplomatica di Leone III furono altri importanti fattori.
A lungo termine, il fallimento dell'assedio arabo portò a un cambiamento profondo nella natura dei conflitti tra Bisanzio e il Califfato. L'obbiettivo musulmano della conquista di Costantinopoli fu abbandonato e la frontiera tra i due imperi si stabilizzò lungo la linea del Tauro e dell'Anti-Tauro, oltre i quali entrambi gli schieramenti lanciavano incursioni e controincursioni. In questa incessante guerra di frontiera, le città e le fortezze di confine cambiavano frequentemente possessore, ma la linea generale di frontiera rimase inalterata per più di due secoli, fino alle conquiste bizantine del X secolo. In effetti, se si eccettua l'avanzata dell'esercito abbaside sotto il comando di Harun al-Rashid fino a Chrysopolis nel 782, nessun altro esercito arabo si sarebbe spinto di nuovo alle porte di Costantinopoli. Di conseguenza, per quanto riguarda i Musulmani, le incursioni stesse assunsero in carattere rituale, a dimostrazione della continuazione del jihād, simbolo del ruolo del califfo come leader della comunità musulmana.
L'esito dell'assedio fu inoltre di considerevole importanza macrostorica. La sopravvivenza della capitale bizantina preservò l'Impero come baluardo contro l'espansione islamica in Europa fino al XV secolo, quando Costantinopoli cadde per opera degli ottomani. Secondo lo storico Ekkehard Eickhoff, "se un califfo vittorioso avesse reso Costantinopoli la capitale politica dell'Islam, come sarebbe avvenuto alla fine del Medioevo per mano degli Ottomani, già ai primordi del Medioevo, le conseguenze per l'Europa Cristiana [...] sarebbero state incalcolabili", dal momento che il Mediterraneo sarebbe diventato un lago arabo e gli stati successori germanici dell'Europa Occidentale sarebbero stati tagliati fuori dalle radici mediterranee della propria cultura.  La vittoriosa difesa di Costantinopoli è stata retoricamente paragonata alla battaglia di Poitiers del 732 in quanto entrambi gli scontri fermarono l'espansione musulmana in Europa, come scrive lo storico militare Paul K. Davis: "Respingendo l'invasione musulmana, l'Europa rimase in mani cristiane, e nessuna seria minaccia musulmana all'Europa esistette fino al XV secolo. Questa vittoria, coincidente con la vittoria dei franchi a Tours (732), limitò l'espansione dell'Islam in occidente al mondo mediterraneo meridionale". Per la stessa ragione, lo storico John B. Bury definisce il 718 "una data ecumenica", mentre lo storico greco Spyridon Lambros paragonò l'assedio alla battaglia di Maratona e Leone III a Milziade. Conseguentemente, gli storici militari spesso includono l'assedio negli elenchi delle "battaglie decisive" nella storia universale.

## Impatto culturale
Tra gli arabi, l'assedio del 717-718 divenne la più famosa delle loro spedizioni condotte contro Bisanzio: diversi resoconti sopravvivono, ma molti di essi furono redatti in epoca tarda e contengono elementi semileggendari e contraddittori. Nelle tarde leggende arabe, la sconfitta fu trasformata in vittoria: Maslama si ritirò solo dopo essere entrato simbolicamente nella capitale bizantina sul suo cavallo accompagnato da trenta cavalieri, dove Leone lo ricevette con onore e lo condusse a Hagia Sophia; dopo che Leone rese omaggio a Maslama e promise di pagargli un tributo, Maslama e le sue truppe (30 000 delle originarie 80 000 che erano partite per Costantinopoli) fecero ritorno in Siria. I resoconti sull'assedio influenzarono anche la letteratura epica araba: un assedio di Costantinopoli si trova nel racconto di ʿOmar bin al-Nuʿmān e dei suoi figli nelle Mille e una notte, mentre sia Maslama sia il califfo Sulayman appaiono in un racconto delle Cento e una notte redatte nel Maghreb. Il comandante delle guardie del corpo di Maslama, ʿAbd Allāh al-Baṭṭāl, divenne una figura celebrata nelle opere epiche arabe e turche come "Sayyid Baṭṭāl" per i successi conseguiti lungo le frontiere nel corso delle incursioni arabe dei decenni successivi; in modo similare, anche il poema epico del X secolo Dhu l-Himma, connesso al ciclo di Sayyid Baṭṭāl, fornisce un resoconto con molti elementi fantasiosi dell'assedio del 717-718.
Le tarde tradizioni musulmana e bizantina hanno anche attribuito la costruzione della prima moschea di Costantinopoli, presso il praetorium della città, a Maslama; in realtà, la moschea presso il praetorium fu probabilmente edificata intorno all'860, come risultato di un'ambasceria araba giunta nella capitale in quell'anno. La tradizione ottomana attribuì sempre a Maslama l'edificazione della moschea Arap (che si trova al di fuori di Istanbul, a Galata), anche se la datò erroneamente al 686 circa, probabilmente confondendo gli attacchi di Maslama con il primo assedio arabo degli anni settanta del VII secolo. Il passaggio dell'esercito arabo lasciò tracce anche ad Abydos, dove il cosiddetto "Pozzo di Maslama" e una moschea attribuitegli erano ancora note nel X secolo.
In seguito al fallimento dei loro ripetuti tentativi di conquistare Costantinopoli, e la continua resistenza dello stato bizantino, i musulmani cominciarono a proiettare la sua cattura in un futuro molto distante, al punto che la caduta della città venne considerata come uno dei segni dell'arrivo della fine dei tempi nell'escatologia islamica.